# Hà Lạc Hội
Hà Lạc Hội (chữ Hán: 何洛會, ? - 1651), Thất Kỳ thị (失其氏), người Mãn Châu Tương Bạch kỳ, là tướng lĩnh của đầu thời nhà Thanh.

## Cuộc đời
Phụ thân là A Cát Lại (阿吉赖) là tướng lĩnh dưới thời Thanh Thái Tổ Nỗ Nhĩ Cáp Xích, theo Thái Tổ chinh chiến nhiều lần, làm đến Ngưu lục Ngạch chân. Sau khi A Cát Lại qua đời, Hà Lạc Hội thừa kế, kiêm Ba Nha Lạt Giáp Lạt Chương kinh. Năm Thiên Thông thứ 8 (1634), ông theo Hoàng Thái Cực phạt Minh, tấn công Cẩm Châu. 1 năm sau, chiếu miễn lao dịch cho các công thần, Hà Lạc Hội cũng có trong đó. Năm Sùng Đức thứ 5 (1640), ông nhậm Cố sơn Ngạch chân (tức Đô thống) của Mông Cổ Chính Hồng kỳ, theo Duệ Thân vương Đa Nhĩ Cổn phạt Minh, vây Cẩm Châu. Sau đó ông được điều làm Cố sơn Ngạch chân của Mãn Châu Chính Hồng kỳ. Năm thứ 7 (1642), Cẩm Châu bị hạ, truy luận tội Hà Lạc Hội lúc vây Cẩm Châu đã che giấu công lao phá trận của Ngạc La Tắc Thần, bị nghị tội đoạt tước nhưng Hoàng Thái Cực khoan hồng tha cho.
Từ sớm Hà Lạc Hội là tướng lĩnh dưới trướng của Túc Thân vương Hào Cách. Sau khi Thuận Trị Đế lên ngôi, Duệ Thân vương Đa Nhĩ Cổn nhiếp chính, lại có hiềm khích với Hào Cách. Đa Nhĩ Cổn thu mua Hà Lạc Hội để vu cáo hãm hại Hào Cách với các đại thần Dương Thiện, Nga Mạc Khắc Đồ, Y Thành Cách Đẳng có ý ám sát Đa Nhĩ Cổn khiến cho Hào Cách bị bắt và ép tự tử trong ngục. Để ban thưởng cho việc Hà Lạc Hội "tố giác", ông được phong làm Nhị đẳng Giáp Lạt Chương kinh. Năm Thuận Trị nguyên niên (1644), ông theo Đa Nhĩ Cổn suất quân nhập quan, đánh bại Lý Tự Thành, truy đuổi đến Khánh Đô. Sau đó, ông nhận lệnh từ Đa Nhĩ Cổn phụng biểu nghênh Thuận Trị Đế, nhậm Nội đại thần, lưu thủ Thịnh Kinh. Năm thứ 2 (1645), nhờ quân công mà ông được thăng Thế chức lên Nhất đẳng, nhậm mệnh suất quân trú phòng Tây An, Hà Đạo Nam, thảo phạt Định Tây, bình định thổ khấu. Tháng 12 cùng năm, được phong làm "Định Tây Đại tướng quân", từ Định Tây tiến vào Tứ Xuyên.
Năm thứ 3 (1646), phản tướng Hạ Trân dùng 7 vạn quân xâm phạm Tây An, Hà Lạc Hội đốc quân nghênh chiến. Hạ Trân thất bại bỏ trốn, Hà Lạc Hội dẫn quân đuổi theo tiêu diệt toàn bộ. Sau đó, ông được gọi trở về kinh sư. Năm thứ 4 (1647), ông được phong Cố sơn Ngạch chân của Mãn Châu Chính Hoàng kỳ, nhậm mệnh suất quân trú phong Tuyên Phủ. Năm thứ 5 (1648), được điều sang Tương Bạch kỳ, trợ giúp Đàm Thái bình định Giang Tây có công được phong làm Tam đẳng Tinh Kỳ Ni Cáp Phiên. Sau khi Đa Nhĩ Cổn chết, Thuận Trị Đế thân chính, đã lật lại vụ án của Hào Cách, đem Hà Lạc Hội cùng với đồng đảng lăng trì xử tử.